# Sacculina schmitti
Sacculina schmitti är en kräftdjursart som beskrevs av Hilbrand Boschma 1933. Sacculina schmitti ingår i släktet Sacculina och familjen Sacculinidae. Inga underarter finns listade i Catalogue of Life.